# Flaga Sahary Zachodniej
Flaga Sahary Zachodniej – przez Front Polisario używana jest flaga, którą tworzą barwy panarabskie, składająca się z trzech poziomych pasów – czarnego, białego i zielonego – oraz czerwonego trójkąta równobocznego w części czołowej. Na awersie flagi na środkowym białym pasie umieszczony został półksiężyc – charakterystyczny symbol arabski oraz gwiazda. Obydwa symbole przedstawione są w barwie czerwonej; nie ma ich na rewersie.
Flaga została przyjęta 27 lutego 1976. Jej proporcje wynoszą 1:2.

## Symbolika
czerwień – krew, która została przelana w walce o niepodległość Sahary Zachodniej
     czerń – okres kolonialny
     biel – pokój
     zieleń – rozwój
Flaga jest oficjalną flagą Saharyjskiej Arabskiej Republiki Demokratycznej (częściowo uznawanego państwa ludu Sahrawi). Natomiast na terytorium kontrolowanym przez Maroko (ok. 80% powierzchni Sahary Zachodniej) używana jest flaga Maroka.

Flaga Saharyjskiej Narodowej Partii Zjednoczenia z lat 1974–1975